# Joachim Rücker

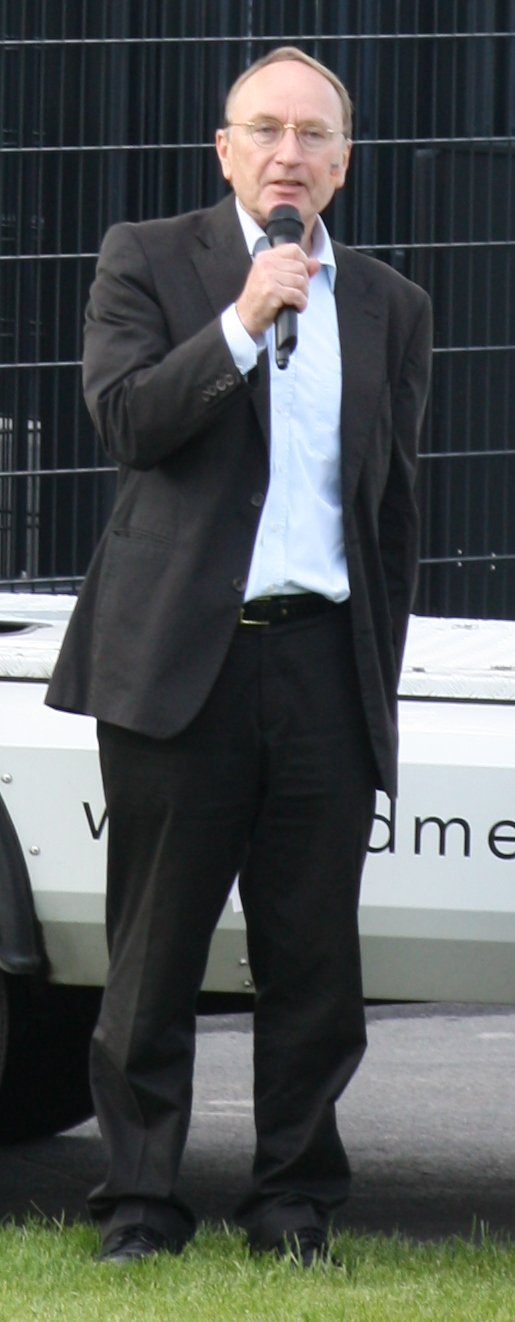
Joachim Rücker (2011)

Joachim Rücker (* 30. Mai 1951 in Schwäbisch Hall) ist ein deutscher Politiker (SPD) und Diplomat. Von September 2006 bis Juli 2008 war er als UN-Sondergesandter Leiter der UNMIK im Kosovo. 
Von 2014 bis 2016 war Rücker Ständiger Vertreter der Bundesrepublik Deutschland bei den Vereinten Nationen in Genf. 2015 war er Präsident des UN-Menschenrechtsrats. Seit 2017 ist er im Ruhestand.

## Werdegang
Joachim Rücker ist promovierter Wirtschaftswissenschaftler. Von 1979 bis 1991 war er für das Auswärtige Amt tätig, mit Stationen in Bonn, Wien, Daressalam und Detroit. Bis 1993 war er außenpolitischer Berater der SPD-Bundestagsfraktion. Von 1993 bis 2001 war Rücker Oberbürgermeister der Stadt Sindelfingen. Von 2001 bis 2002 war er für die Vereinten Nationen Botschafter und stellvertretender Hoher Repräsentant für Finanzen und Verwaltung im Büro des Hohen Repräsentanten in Sarajevo (Bosnien und Herzegowina). Im Anschluss kehrte er bis 2004 als Leiter des Bereichs Finanzen und Haushalt ins Außenministerium zurück. Ab 2005 leitete er als Sonderbeauftragter der Vereinten Nationen den wirtschaftlichen Wiederaufbau im Kosovo und war Stellvertreter Søren Jessen-Petersens, des Sonderbeauftragten des Generalsekretärs der UNMIK. Am 1. September 2006 wurde er von UN-Generalsekretär Kofi Annan zum Nachfolger des Dänen ernannt und leitete bis Juli 2008 die Übergangsregierung im Kosovo. Von November 2008 bis September 2011 war er Botschafter Deutschlands in Schweden. Danach wurde Rücker Chefinspekteur des Auswärtigen Amtes in Berlin. 
Im Oktober 2012 nominierte ihn die SPD im Kreis Böblingen zum Kandidaten für die Bundestagswahl 2013 im Wahlkreis Böblingen. Bei der Wahl am 22. September 2013 unterlag er jedoch dem CDU-Kandidaten Clemens Binninger, der das Direktmandat erhielt.
Von 2014 bis 2016 war Rücker Botschafter und Ständiger Vertreter der Bundesrepublik Deutschland bei dem Büro der Vereinten Nationen und den anderen Internationalen Organisationen in Genf. Im Jahr 2015 war er Präsident des UN-Menschenrechtsrats.
Im Februar 2016 erfolgte seine Berufung zum Beauftragten der Bundesregierung für Stabilitätspartnerschaft im Mittleren Osten.